# الینا بروتروس
اِلینا بِروتِروس (متولد ۲۹ آوریل ۱۹۷۲) طراح و عکاس اهل فنلاند است که متخصص در سلف پرتره و مناظر است. او در فنلاند و فرانسه زندگی و کار می‌کند.

## پیشینه
الینا بروتروس در هلسینکی به دنیا آمد. او مدرک کارشناسی ارشد شیمی تجزیه را از دانشگاه هلسینکی در سال ۱۹۹۷ و مدرک حرفه‌ای عکاسی را از دانشگاه هنر و طراحی هلسینکی در سال ۲۰۰۰ دریافت کرد. او یکی از اعضای برجسته مدرسه هلسینکی در نظر گرفته می‌شود.
در سال ۲۰۰۳ آثار او توسط موزه هنر اورنج کانتی در شب دختران به نمایش گذاشته شد. او در سال ۲۰۰۴ ا جایزه هنر کارنگی و در سال ۲۰۰۶ برنده جایزه نیپس شد.

## جوایز
- جایزه نیپس ۲۰۰۶
- جایزه هنر کارنگی ۲۰۰۴
- جایزه عکاسی بانک خصوصی سیتی گروپ 2002[۴]